# Резолюция 56 на Съвета за сигурност на ООН
Резолюция 56 на Съвета за сигурност на ООН е приета с мнозинство на 19 август 1948 г. по повод Палестинския въпрос. Като привлича вниманието на всички замесени в конфликта страни към своята Резолюция 54, Съветът за сигурност информира правителствата и властите на замесените в конфликта страни, че всяка страна носи отговорност за действията на редовните и нередовните въоръжени сили, действащи под нейно командване или на територия под неин контрол, че всяка страна е длъжна да използва всички средства, с които разполага, за да предотврати действия от страна на отделни лица или групи от лица, които биха могли да доведат до нарушаване на обявеното примирие. Резолюцията също така постановява, че всяка страна в конфликта е длъжна да предаде незабавно на съд и в случай на осъдителна присъда, да накаже всеки или всички, замесени в нарушаването на примирието. Резолюция 56 забранява на страните в конфликта да нарушават обявеното примирие под предлог, че предприемат реципрочни действия или ответни мерки срещу друга от страните в конфликта. Резолюцията забранява на замесените страни да придобиват политическо или военно преимущество чрез действия, нарушаващи временното примирие.
Текстът на Резолюция 56 е гласуван и приет на части, поради което в цялостния си вид резолюцията не е подлагана на гласуване.